# フリッツ・シュトレーレッツ
フリッツ・シュトレーレッツ（Fritz Streletz、1926年9月28日 - 2025年3月24日）は、ドイツ民主共和国（東ドイツ）の軍人。最終階級は国家人民軍地上軍大将。副国防相、国家人民軍参謀総長を務めた。

## 来歴
シレジア地方（現ポーランド領）のフリードリヒスグレーツに生まれる。1933年から1941年まで出身地とエッシェンローデ（現ザクセン＝アンハルト州）の国民学校に学ぶ。第二次世界大戦中の1941年から1943年までデッゲンドルフ（バイエルン州）の下士官養成学校で学び、1944年から1945年までドイツ国防軍下士官として従軍した。敗戦後1945年から1948年まで赤軍の捕虜となっていた。
1948年、兵営人民警察に入隊。1948年にドイツ社会主義統一党（SED）に入党。1951年から1年間、ソビエト連邦での連隊長養成教育を修了。1956年の再軍備に伴い国家人民軍地上軍所属となる。1959年から1961年まで再度ソビエト連邦の参謀アカデミーで学び、帰国後1964年まで第3軍管区（ライプツィヒ）参謀長を務める。
1964年から1979年まで国家人民軍参謀部作戦部長を務める。1971年から国防評議会書記となり（1989年まで）、1979年に大将に昇進。1979年にワルシャワ条約機構軍最高司令官代行および副国防相、国家人民軍参謀部長（参謀総長）に就任し、東欧革命が起きた1989年までその職にあった。1981年から1989年まで、SED中央政治局員も務めた。カール・マルクス勲章など内外東側諸国から受けた勲章多数。
東西ドイツ再統一後、ベルリンの壁での越境者に対する射殺命令、すなわち殺人および殺人未遂容疑でベルリン地裁に起訴され、懲役5年6ヶ月の判決を受けた。連邦裁判所や欧州人権裁判所への控訴は却下された。
シュトレーレッツは、旧東ドイツによる西側に亡命しようとする国民に対する暴力的な国境警備体制を、こんにちもなお弁護し続けている。2004年には、ベルリンの壁崩壊について次のように述べている。
| 「                                                                                        | 国境警備隊員、特に職業軍人にとっては世界が崩壊したような出来事だった。20年、30年に渡って日夜厳しい国境警備の任務に従事し、信じて戦ってきたものが突然崩れたのだ！ベルリンでの国境管理所の開放により、1961年8月13日の国境警備対策指令（＝ベルリンの壁建設）に疑問が突きつけられたのだ。ベルリンは再び世界中のスパイの関心事になってしまった。 | 」 |
| —フリッツ・シュトレーレッツ（2004年の旧ドイツ民主共和国国境警備隊元隊員に対する演説より） | |    |

2025年3月24日、ブランデンブルク州オラニエンブルクの老人ホームで闘病の末に死去。98歳没。